# Berlin-Schöneberg
Pour les articles homonymes, voir Schöneberg.
Berlin-Schöneberg [ˈʃøːnəˌbɛʁk]  est l'un des six quartiers qui composent l'arrondissement de Tempelhof-Schöneberg de Berlin. Il a été intégré à la capitale allemande lors de la réforme territoriale du Grand Berlin le 1er octobre 1920. Jusqu'à la formation de l'actuel arrondissement en 2001, il faisait partie du district de Schöneberg.

## Géographie

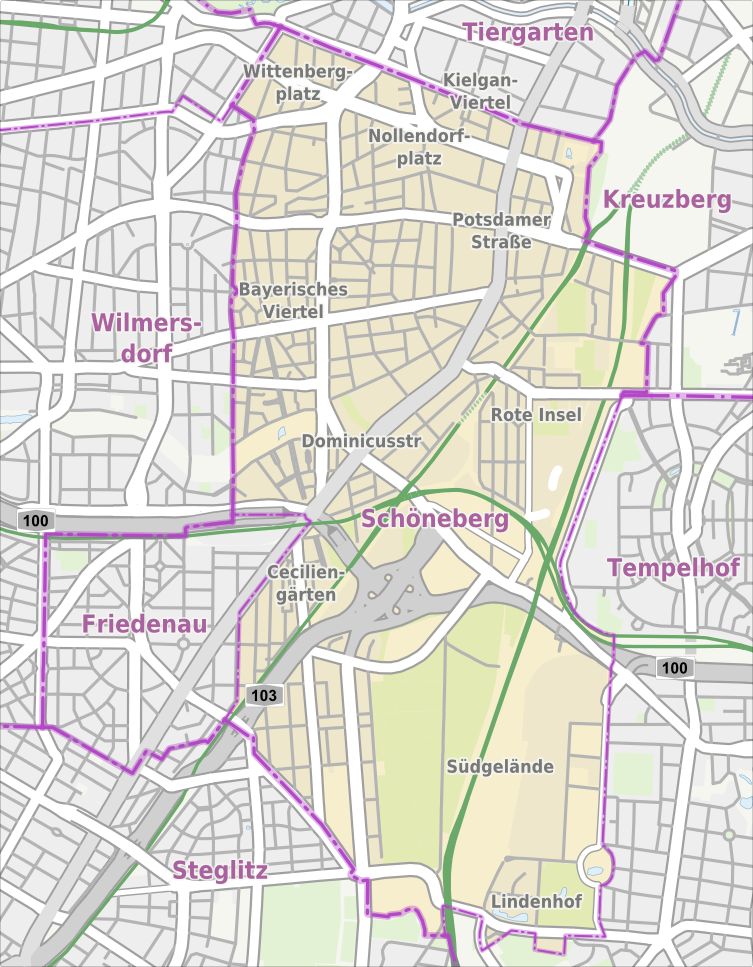
Carte de Schöneberg et des quartiers limitrophes.

Le quartier se trouve au pied du plateau de Teltow, qui s’élève au sud-ouest de la vallée de la Spree. Au nord il confine à l'arrondissement de Mitte, au nord-est à l'arrondissement de Friedrichshain-Kreuzberg. Vers l'ouest, Schöneberg confine à l'arrondissement de Charlottenbourg-Wilmersdorf et vers le sud, le quartier est limitrophe de l'arrondissement de Steglitz-Zehlendorf. aux quartiers de Mariendorf et de Lichtenrade. Les voies ferrées de la ligne de Berlin à Halle le séparent du quartier de Tempelhof au sud-est ; au sud-ouest se trouve le quartier de Friedenau.
La ligne du Wannsee, la ligne de Berlin à Dresde et le Ringabhn (petite ceinture) du S-Bahn ainsi que les lignes 1, 2, 3, 4 et 7 du métro de Berlin traversent le quartier. Schöneberg accueille également la gare de Berlin Südkreuz. Par ailleurs, la Bundesautobahn 100 (Stadtring), la Bundesautobahn 103 (Westtangente) et la Bundesstraße 1 conduit à travers le quartier. 
Schöneberg est composé en grande partie de vastes zones résidentielles à forte densité de bâtiments construits dans les années avant la Première Guerre mondiale. Tout au nord-ouest se trouve la Wittenbergplatz et le grand magasin Kaufhaus des Westens (KaDeWe). Des quartiers résidentiels attrayants autour de la Winterfeldtplatz, la Viktoria-Luise-Platz et la Nollendorfplatz sont situées à proximité. Vers le sud, le long de la Potsdamer Straße, s'étend le parc Heinrich-von-Kleist entourant le vaste bâtiment de la Kammergericht, la cour d'appel provinciale de Berlin.

## Histoire
Jusqu'à la création du Grand Berlin, Schöneberg constituait l'une des sept villes indépendantes qui furent annexées et qui donna son nom à l'ancien district de Schöneberg réunissant les actuels quartiers de Friedenau et Schöneberg.
Pendant la partition de Berlin, ce district faisait alors partie de Berlin-Ouest et l'hôtel de ville de Schöneberg fut le siège de sa municipalité jusqu'à la réunification de la ville. C'est d'ailleurs depuis le balcon de ce bâtiment que John Fitzgerald Kennedy prononça son célèbre discours Ich bin ein Berliner le 26 juin 1963.
Lors de la réforme de 2001, il fusionna avec le district de Tempelhof pour former l'arrondissement actuel. Le KaDeWe, le deuxième plus grand centre commercial d’Europe se situe dans Schöneberg.

## Population
Le quartier comptait 121 296 habitants le 1er janvier 2017 selon le registre des déclarations domiciliaires, c'est-à-dire 11 432 hab./km2.

## Personnalités
- Charlotte Bischoff (1901-1994), résistante antinazie et militante communiste est née à Schöneberg
- Ruth Andreas-Friedrich (1901-1977), résistante, écrivaine et journaliste y est née
- Hildegard Knef (1925-2002), chanteuse et actrice, y a grandi[3]

## Quartier gay
Depuis la République de Weimar, entre les années 1920 et 1930, Schöneberg est considéré comme le quartier gay de Berlin, en particulier autour de Nollendorfplatz. En 1933, quand Adolf Hitler arrive au pouvoir, la boîte de nuit homosexuelle Eldorado, sur Motzstraße (en), est fermée. L'écrivain Christopher Isherwood vécut là entre 1929 et 1933 et raconte la vie de ce quartier dans Intimités berlinoises (en) (1939), adapté plus tard pour la comédie musicale Cabaret (1966) et le film Cabaret (1972).

## Églises (sélection)

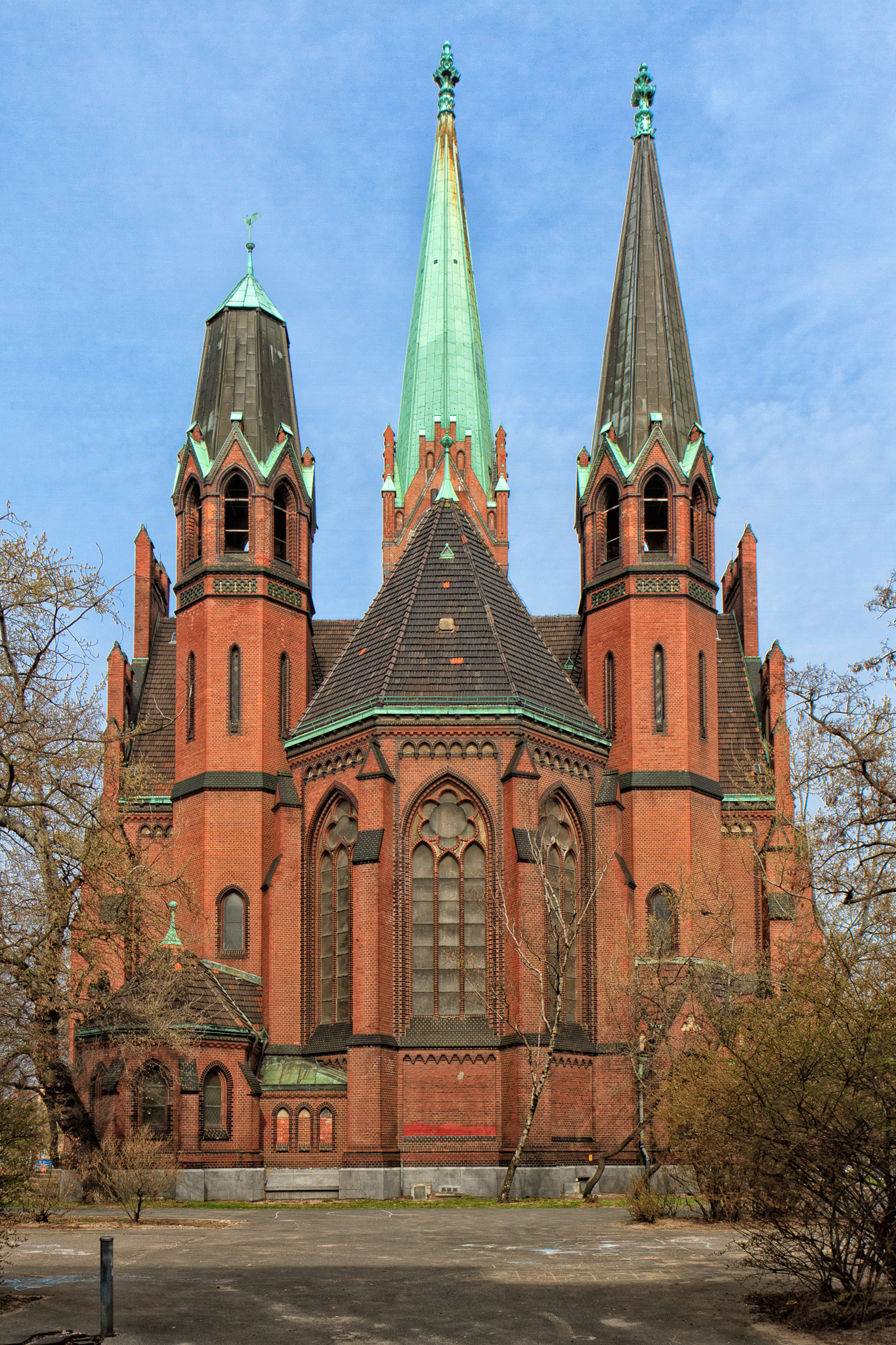
Église le l'apôtre Paul (de)
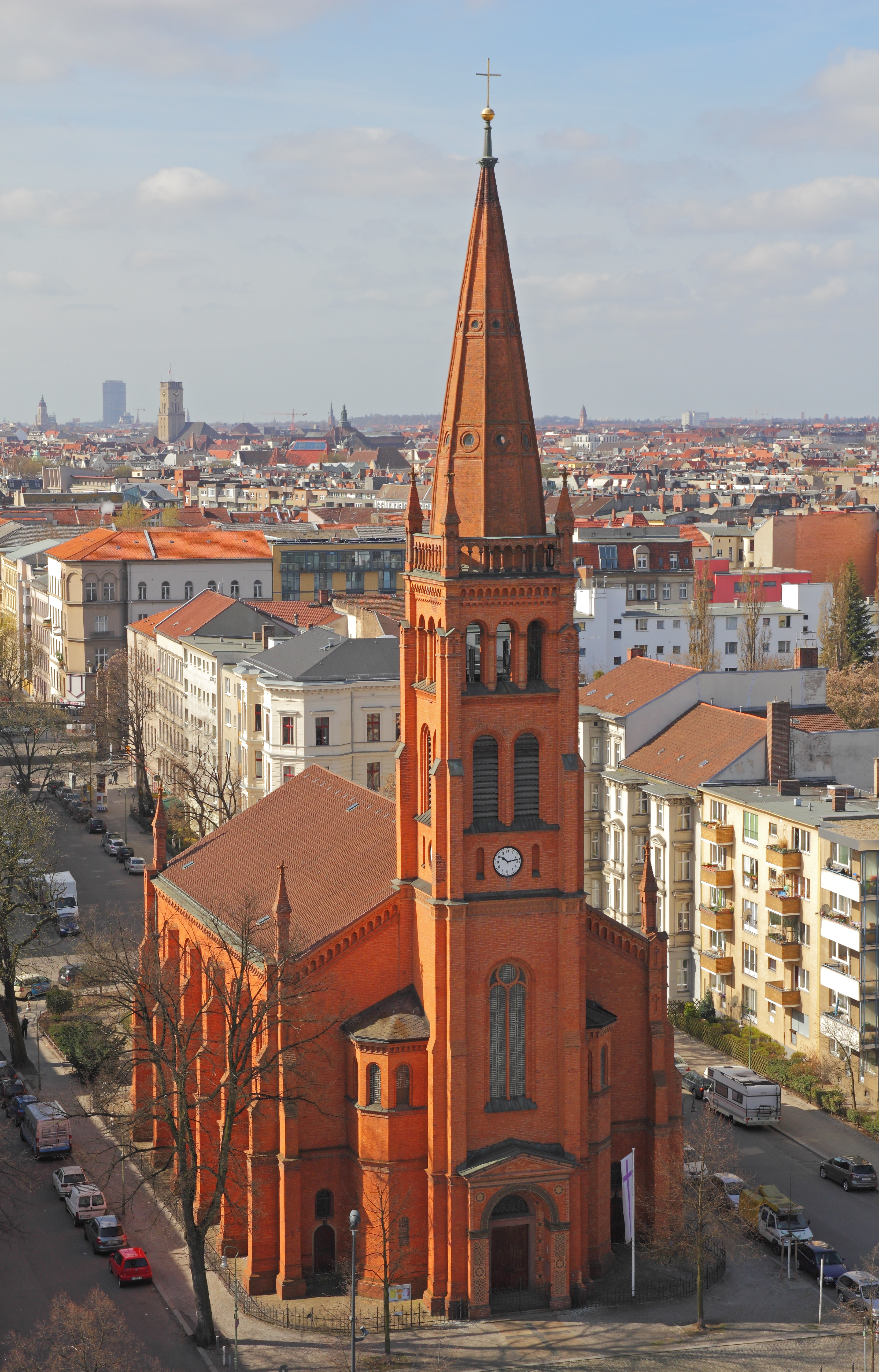
Église des Douze Apôtres (de)
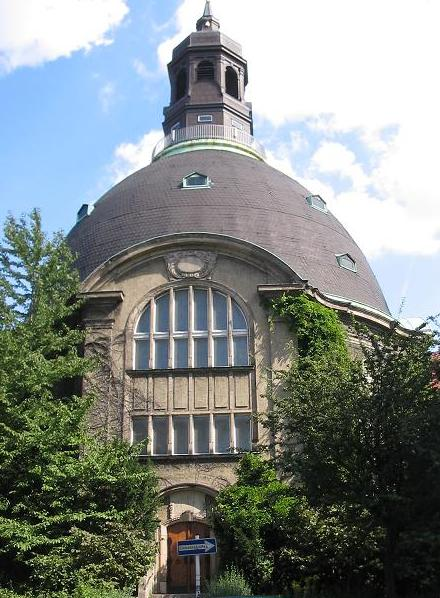
Église du Souvenir de la Reine Louise
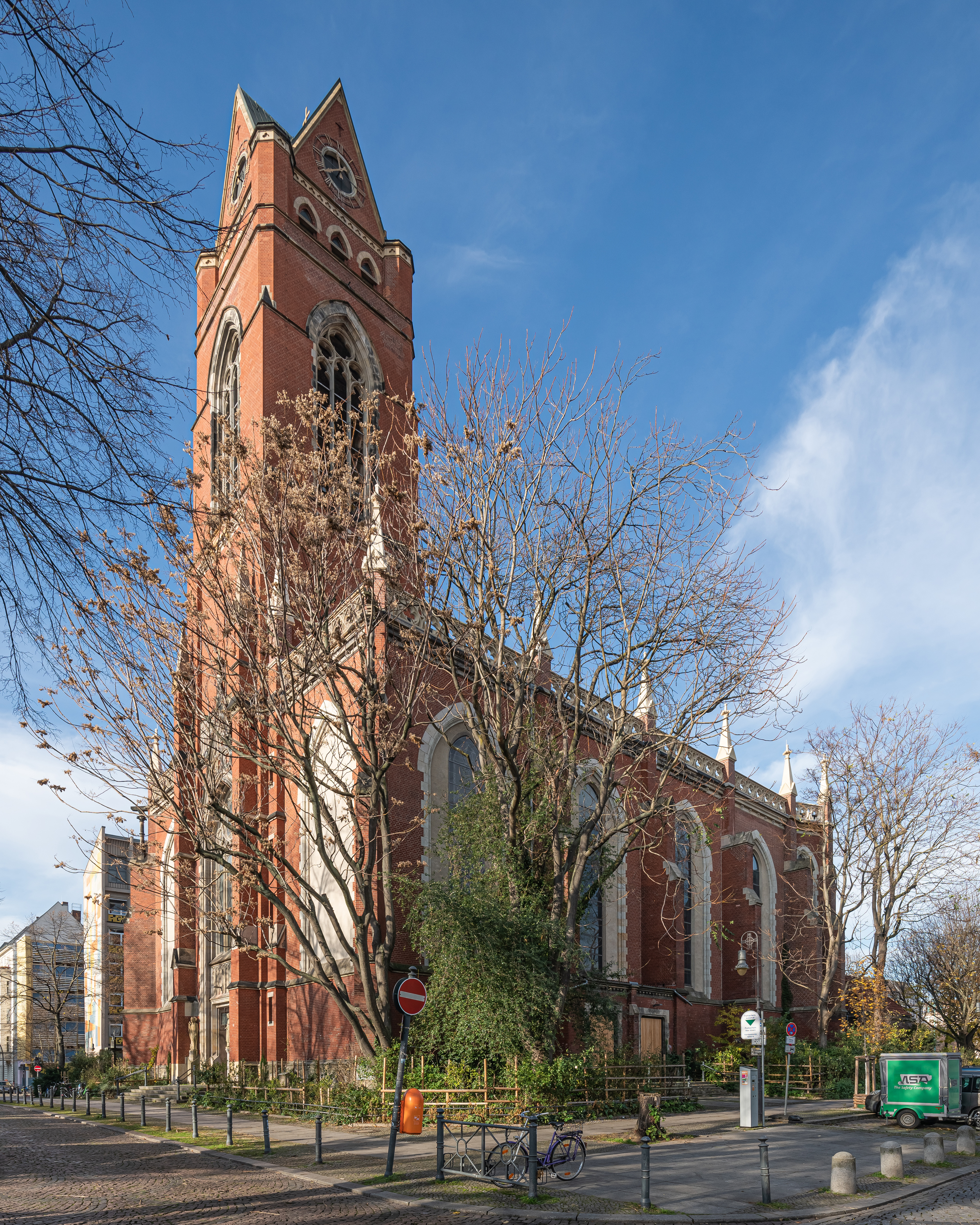
Église Saint-Matthias

### Gares de S-Bahn

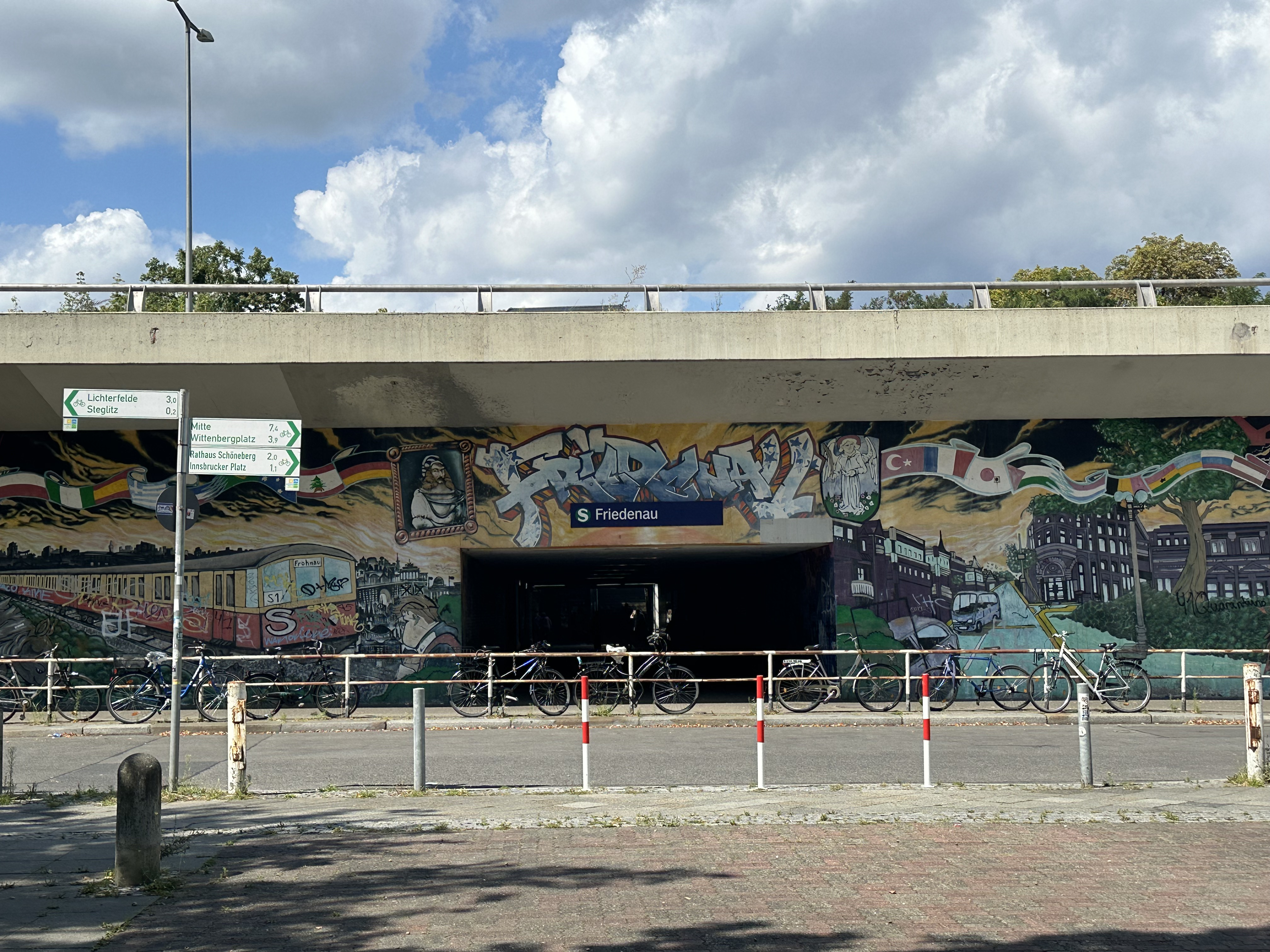
Station de S-Bahn Friedenau

## Places

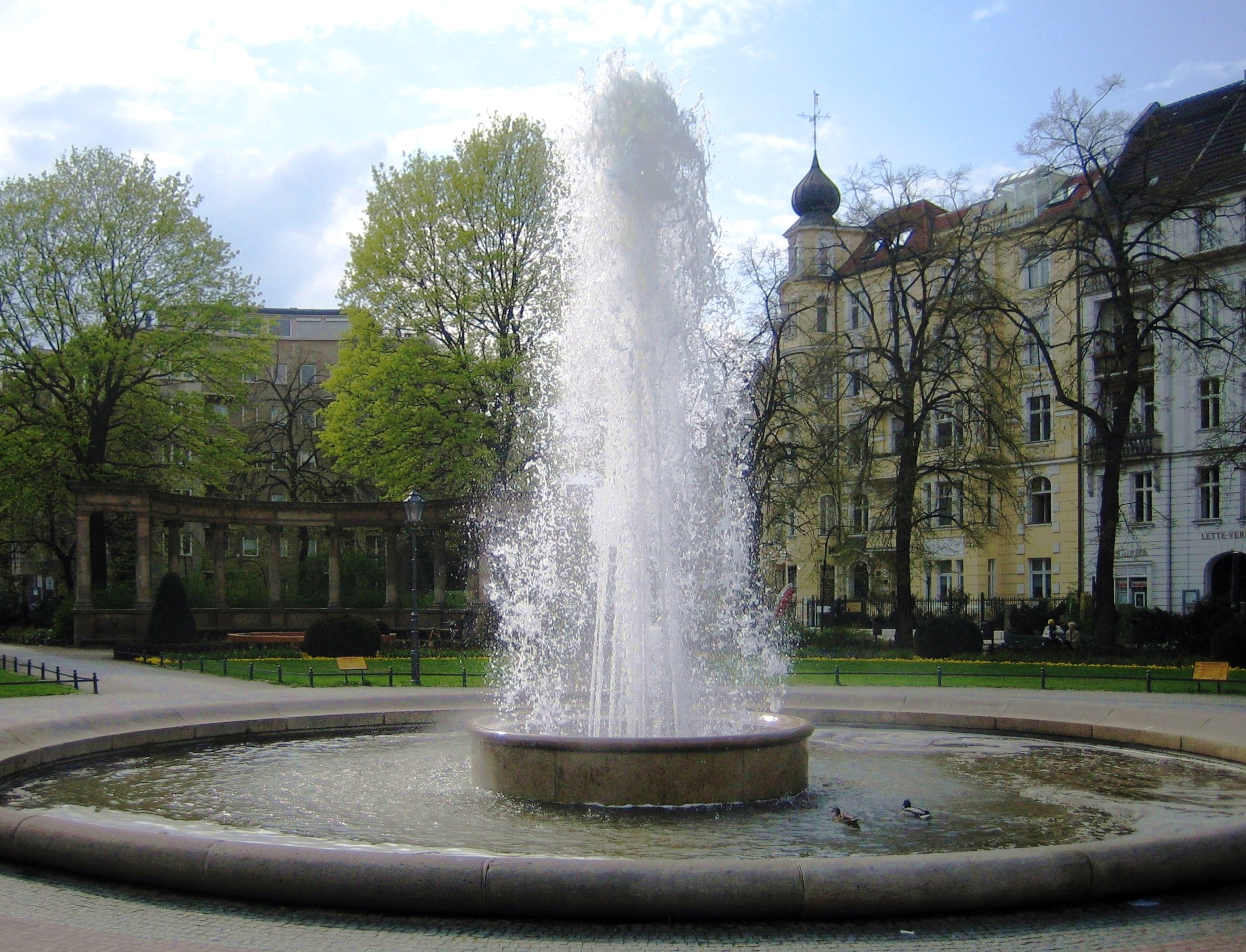
Viktoria-Luise-Platz

- Bayerischer Platz
- Nollendorfplatz
- Viktoria-Luise-Platz
- Winterfeldtplatz
- Wittenbergplatz